# Musa Avsever

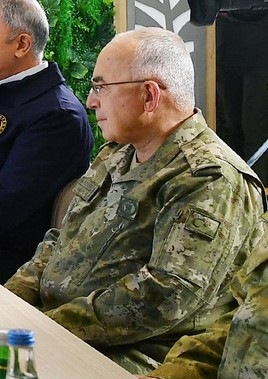
Musa Avsever, 2021

Musa Avsever (* 7. November 1957 in Nernek im Bezirk Zanapa in der türkischen Provinz Konya) ist ein General der Türkischen Streitkräfte. Er ist Kommandeur der 1. Armee im Raum Istanbul.
Avsever absolvierte 1974 die Kuleli Militärschule und schloss 1978 die Kara Harp Okulu (Heereskriegsschule) als Fernmeldeoffizier ab. Nach Abschluss des Fernmeldeoffiziers-Grundkurses an der Fernmelde- und Ausbildungszentrale setzte er von 1979 bis 1982 seine Dienstzeit beim 7. Korps fort, von 1982 bis 1986 beim 8. Korps und von 1986 bis 1988 als Zug- und Kompaniekommandeur an der Fernmelde- und Ausbildungszentrale.
1990 schloss er die Ausbildung zum Generalstabsoffizier im Fernmeldewesen an der Kara Harp Akademisi ab. 1990–1992 schloss sich eine Tätigkeit als Dienststellenleiter bei der 2. Pionierdivision an. 1992–1996 war er im Hauptquartier der 2. Armee in der Leitung der Nachschubabteilung beschäftigt. 1996–1999 war er Kommandeur des Ausbildungsregiment der Kara Harp Okulu und Leiter der Dienststelle für Operationen und Ausbildung sowie Lehrer an der Kuleli Militärschule. 1999 folgt eine Dienstzeit als Leiter der Dienststelle für Operationen und Ausbildung in Nordzypern. 2001–2003 war er schließlich Kommandeur des 5. Grenzregiments. Im Jahr 2003 wurde er zum Brigadegeneral (Tuğgeneral) befördert. 2003–2005 war er Leiter der Dienststelle für Nachschub und Wartung der Landstreitkräfte, 2005–2007 dann im Generalstab leitender Offizier in der Unterstützungsabteilung für Fernmelde- und Aufklärungssysteme. 2007 folgte die Beförderung zum Generalmajor (Tümgeneral). In der Folgezeit war er bis 2011 als Leiter in Fernmelde und Nachrichtendienststellen und von 2011 bis 2012 im Stab der Ägäisarmee tätig. In dieser Zeit wurde er 2009 in der 2. Anklageschrift zum Ergenekon-Prozess bezichtigt, laut den Aufzeichnungen eines der dort Angeklagten ein Attentat auf den damaligen Ministerpräsidenten Recep Tayyip Erdoğan geplant zu haben. 2012 zum Generalleutnant (Korgeneral) befördert war er Leiter der Dienststelle für Fernmelde- und Aufklärungssysteme und Kommandeur des 2. Armeekorps. In dieser Funktion stellte er sich beim Putschversuch vom 16. Juli 2016 gegen die Putschisten. Kurz danach wurde er zum General (Orgeneral) befördert und Kommandeur der 1. Armee. Nach seiner Zeit als Kommandeur der 1. Armee von 2016 bis 2021 wurde er im Jahr 2021 zum Kommandeur der türkischen Landstreitkräfte ernannt.
Aufgrund der Ernennung von General Yaşar Güler zum Verteidigungsminister durch Präsident Recep Tayyip Erdoğan am 5. Juni 2023 wurde Musa Avsever vorübergehend als kommissarischer Generalstabschef eingesetzt, um diese Position bis zur Ernennung eines Nachfolgers auszuüben.